# Canton de Soyaux
Le canton de Soyaux est une ancienne division administrative française, située dans le département de la Charente et la région Nouvelle-Aquitaine.

## Administration
| Période | Période | Identité     | Étiquette    | Qualité                                                                                           |
| ------- | ------- | ------------ | ------------ | ------------------------------------------------------------------------------------------------- |
| 1973    | 1988    | Lucien Petit | SFIO puis PS | Maire de Soyaux (1971-1989)                                                                       |
| 1988    | 2015    | Abel Migné   | PS           | Cadre technique à la DCN Adjoint au Maire de Soyaux (1971-1989) Vice-Président du Conseil Général |

## Composition
- Bouëx
- Dirac
- Garat
- Soyaux
- Vouzan

## Démographie
| 1975   | 1982   | 1990   | 1999   | 2006   | 2011   | 2012   |
| ------ | ------ | ------ | ------ | ------ | ------ | ------ |
| 15 322 | 14 331 | 14 518 | 14 481 | 15 044 | 14 617 | 14 707 |